# Primorsk (Abchasien)
Primorsk (russisch Приморск) ist ein Dorf in Abchasien mit 101 Einwohnern (Stand 2011). Es liegt am Schwarzen Meer, etwa 20 Kilometer von der Rajonshauptstadt Gali entfernt. Neben dem Dorf Dichasurga ist Primorsk die einzige Ortschaft im Rajon Gali, in der ethnische Georgier in der Minderheit sind. 37,6 % der Einwohner sind Mingrelier, 25,7 % Georgier, 19,8 % Russen, 3,0 % Abchasen und 3,0 % Ukrainer. Primorsk hat damit auch den höchsten Anteil nicht-georgischer und nicht-mingrelischer Einwohner.